# 유정 (석유)

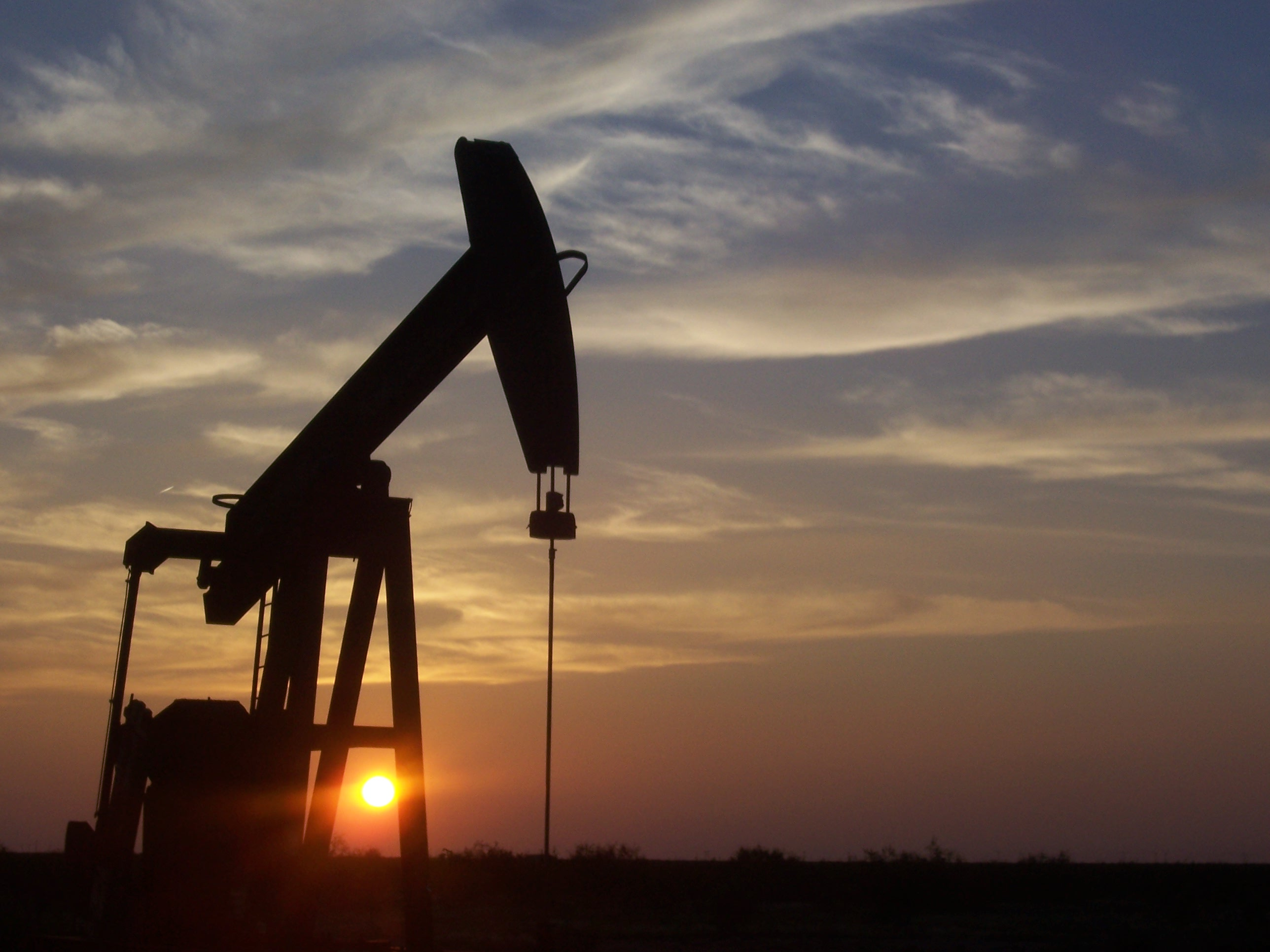
미국 서부 텍사스의 한 유전.

유정(油井, Oil well)이란 지표 아래에 묻힌 석유나 그 부산물을 채굴하기 위해 굴착한 시설을 일컫는 용어이다. 대부분 석유와 함께 천연 가스가 함께 생산되기도 하며, 석유 대신 천연 가스를 주로 생산 하기 위해 건설된 유전도 있다.

## 역사
현재까지 최초의 유전은 서기 347년 중국에 존재했다고 알려져 있다. 당시 깊이는 약 240 미터이고 대나무에 날을 달아 굴착했고 생산된 기름은 소금 생산을 위해 소금물을 끓이는데 사용했다고 한다.
중동지방의 경우 본격적인 석유의 채굴은 8세기에 시작되었다. 이 시기 바그다드의 거리는 주변에 자연적으로 채취가 원유에서 얻은 타르를 이용해 포장되었다. 페르시아의 연금술사인 라지는 9세기 원유를 증류하여 얻은 케로신을 이용해 등불을 밝혔다는 기록도 있다. 또한 당시 이슬람의 연금술사들은 무기로 사용하기 위해 원유를 증류하여 인화 물질을 만들기도 하였다. 이러한 기술은 12세기 이슬람 지배 하의 스페인을 통해 서유럽으로 전파되었다.

## 같이 보기
- 수압파쇄법
- 기름 유출
- 석유 산업